# Aulotandra trialata
Aulotandra trialata là một loài thực vật có hoa trong họ Gừng. Loài này được H.Perrier mô tả khoa học đầu tiên năm 1939.